# Karl Maier (Motorsportler)

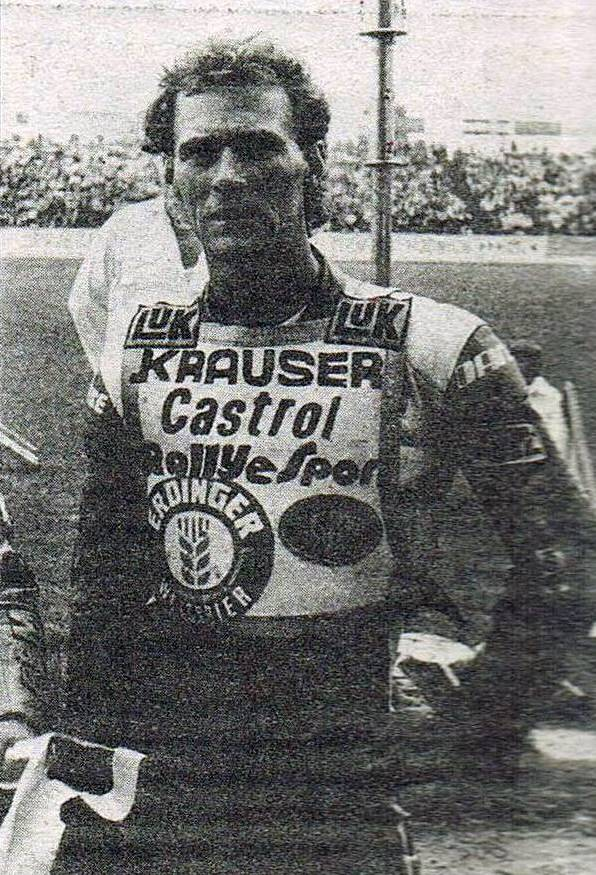
Karl Maier (1992)

Karl Maier (* 24. August 1957 in Erding) ist ein ehemaliger deutscher Motorrad-Bahnrennfahrer, der sowohl Langbahnrennen auf Gras- und Sandbahnen, aber auch Speedwayrennen fuhr.

## Karriere
Maier begann seine Karriere 1975 und machte erstmals 1977 beim Langbahn-DM Finale in Bielefeld auf sich aufmerksam, wo er den 3. Platz belegte. 1978 qualifizierte sich Maier erstmals für das Langbahn-WM-Finale in Mühldorf am Inn und wurde auf Anhieb Siebter und erkämpfte sich mit dem AC Landshut die Deutsche Speedway-Mannschaftsmeisterschaft.
Karl Maier wurde viermal Langbahn-Weltmeister: 1980, 1982, 1987 und 1988.
Er stand auch fünfmal im Speedway-Einzel-WM-Finale: 1983 in Norden (8 Punkte, 8. Platz), 1984 in Göteborg (9 Punkte, 7. Platz), 1985 in Bradford (1 Punkt, 16. Platz), 1986 in Chorzów (3 Punkte, 13. Platz) und
1989 in München (5 Punkte, 11. Platz).
Mehrmals nahm Karl Maier auch an der Paar-WM und Mannschafts-WM teil und erkämpfte sich 1982 die Bronzemedaille bei der Team-WM.
Er wurde außerdem mehrmals Deutscher Langbahnmeister und Deutscher Speedway-Mannschaftsmeister.
In der deutschen Speedway-Bundesliga startete Karl Maier vornehmlich für den AC Landshut, gegen Ende seiner Karriere auch kurz für den MSC Olching.
Auch in der damals besten und stärksten Speedway-Profiliga der Welt in England, war Karl Maier aktiv: von 1979 bis 1980 für die Belle Vue Aces in Manchester und 1983 bei den Birmingham Brummies.
1997 beendete Karl Maier seine Rennfahrer-Karriere.

## Privates
Karl Maier ist Kfz-Meister und Inhaber einer BMW-Motorrad-Werksvertretung sowie war Inhaber einer Toyota-Autovertrags-Werkstatt in Erding. Er lebt in Neufinsing, ist verheiratet und Vater einer Tochter.

## Auszeichnungen
- ADAC Motorsportler des Jahres 1987